# I'm Bout Tha Stax (Intro)
I'm Bout Tha Stax (Intro) är en låt av den amerikanska rapparen Soulja Boy Tell 'Em. Den finns med från hans album iSouljaBoyTellEm från 2008. Den är en av fyra låtar från albumet, som inte släpptes som singlar men trots det spelades på amerikansk radio. Den släpptes den 3 januari 2009, och placerade sig på plats #24 på listan Bubbling Under Hot 100 Singles.
Låten är producerad av producenten Drumma Boy. Låten berättar om vad Soulja Boy Tell 'Em gillar, vilket i låten är pengar ("stax" är på engelska slang för ordet pengar).
En kort musikvideo för låten syns i musikvideon för Gucci Bandana.

## Spårlista
Digital nedladdning
1. "I'm Bout Tha Stax"

## Listor
| Lista (2009)                                   | List- position |
| ---------------------------------------------- | -------------- |
| USA - Billboard Bubbling Under Hot 100 Singles | 24             |